# 747
| [ Edytuj tabelę ]          |                                 |
| Król Asturii               | - 739 Alfons I 757              |
| Cesarz Bizancjum           | - 741 Konstantyn V Kopronim 775 |
| Chan Bułgarii              | - 738 Sewar 753                 |
| Cesarz Chin                | - 712 Tang Xuanzong 756         |
| Król Essexu                | - 746 Swithred 758              |
| Król Franków               | - 742 Childeryk III 751         |
| Cesarz Japonii             | - 724 Shōmu 749                 |
| Kalif                      | - 744 Marwan II 750             |
| Patriarcha Konstantynopola | - 730 Anastazy 754              |
| Król Longobardów           | - 744 Rachis 749                |
| Król Mercji                | - 716 Aethelbald 757            |
| Król Nortumbrii            | - 737 Eadbert 758               |
| Papież                     | - 741 Zachariasz 752            |
| Doża Wenecji               | - 742 Teodato Ipato 755         |
| Król Wessexu               | - 740 Cuthred 756               |

Rok 747 / DCCXLVII
stulecia: VII wiek ~
VIII wiek ~
IX wiek

lata: 737 «
742 «
743 «
744 «
745 «
746 «
747
» 748
» 749
» 750
» 751
» 752
» 757

## Wydarzenia
- Europa
  - Karloman zrezygnował ze swej części królestwa, władzę w całym państwie Franków przejął Pepin Krótki
- Azja
  - Początek budowy posągu Buddy Rushany z polecenia cesarza Shōmu. (Japonia)